# Dionne Warwick in Paris
| Оценки критиков               | Оценки критиков |
| Источник                      | Оценка          |
| ----------------------------- | --------------- |
| AllMusic                      | [ 1 ]           |
| Encyclopedia of Popular Music | [ 2 ]           |

Dionne Warwick in Paris — первый концертный альбом американской певицы Дайон Уорвик, выпущенный в 1966 году на лейбле Scepter Records.

## Об альбоме
Альбом был записан во время концертов певицы в парижском концертном зале «Олимпия». Дайон Уорвик выступала там в качестве приглашённой звезды на концертном шоу Саши Дистеля «The Sacha Show». Тогда же в репертуаре певицы появилась песня «Message to Michael», написання Бертом Бакараком и Хэлом Дэвидом ещё в 1962 году под другим названием «Message to Martha». Но в 1966 году артистка записала свою версию с музыкальным продюсером Жаком Деньеном. Песня был выпущена в качестве сингла в марте 1966 года и достигла 8 места в американском чате Billboard Hot 100 и 5 в чарте Hot Rhythm & Blues Singles.
Пластинка смогла достичь 76 места в чарте Billboard Top LPs и войти в тройку лучших чарта Hot R&B LPs.

## Список композиций
| №  | Название                         | Автор(ы)                             | Длительность |
| -- | -------------------------------- | ------------------------------------ | ------------ |
| 1. | «I Love Paris»                   | Коул Портер                          | 2:30         |
| 2. | «C’est si bon»                   | Анри Бетти, Андре Орне, Джерри Силен | 3:00         |
| 3. | «Message to Michael»             | Берт Бакарак, Хэл Дэвид              | 3:10         |
| 4. | «A House Is Not a Home» (French) | Берт Бакарак, Хэл Дэвид              | 3:10         |
| 5. | «Walk On By»                     | Берт Бакарак, Хэл Дэвид              | 3:00         |

| №   | Название                                                   | Автор(ы)                  | Длительность |
| --- | ---------------------------------------------------------- | ------------------------- | ------------ |
| 6.  | «Oh Yeah Yeah Yeah» (English & French / with Sacha Distel) | Саша Дистель, Морис Тезе  | 3:50         |
| 7.  | «The Good Life»                                            | Джек Рирдон, Саша Дистель | 3:17         |
| 8.  | «La Vie en rose» (English & French)                        | Эдит Пиаф, Луи Гульельми  | 3:00         |
| 9.  | «You’ll Never Get to Heaven» (French)                      | Берт Бакарак, Хэл Дэвид   | 3:05         |
| 10. | «What’d I Say»                                             | Рэй Чарльз                | 3:14         |

## Чарты
| Чарт (1966)                            | Пиковая позиция |
| -------------------------------------- | --------------- |
| США (Billboard 200)                    | 76              |
| США (Billboard Top R&B/Hip-Hop Albums) | 3               |